# Aspidolea cognata
Aspidolea cognata är en skalbaggsart som beskrevs av Höhne 1922. Aspidolea cognata ingår i släktet Aspidolea och familjen Dynastidae. Inga underarter finns listade.